# Bill Ramsay
Bill Ramsay, auch Rams Ramsay, eigentlich William George Ramsay (* 12. Januar 1929 in Centralia (Washington); † 3. März 2024) war ein US-amerikanischer Jazzmusiker (Alt-, Tenor- und Baritonsaxophon, Klarinette, Bassklarinette), Arrangeur und Bigband-Leader, der in der Musikszene von Seattle aktiv war.

## Leben
Ramsay spielte in den frühen 1960er-Jahren Altsaxophon bei Buddy Morrow; danach arbeitete er u. a. bei Maynard Ferguson, Ray McKinley, Benny Goodman und (kurz vor Basies Tod 1984) im Count Basie Orchestra sowie im Duke Ellington Orchestra. Ramsay tourte im Lauf seiner Karriere ferner in den Orchestern von Les Brown, Frank Wess/Sweets Edison, Grover Mitchell, Dennis Mackrel und Frank Capp.
In den 1980er-Jahren gründete Ramsay eine eigene Bigband, die sonntags im Seattler Parnall’s Jazz Club auftrat. 1997 wurde er mit der Aufnahme in die Seattle Jazz Hall of Fame der Earshot Jazz Society of Seattle geehrt. Seit 1995 ist er ferner Mitglied im Seattle Repertory Jazz Orchestra. Mit Milton Edwin Kleeb (* 1919) ist er Co-Leader einer zehnköpfigen Band, der Ramsay-Kleeb Big Band, die das Repertoire von Miles Davis, Gil Evans und Gerry Mulligan spielt. Im Bereich des Jazz war er zwischen 1999 und 2010 an 41 Aufnahmesessions beteiligt, außer dem Genannten mit Mel Tormé, Bud Shank (The Lost Cathedral, 1991), Jay Thomas, Gene Harris, Edmonia Jarrett, Pete Christlieb und Phil Kelly.

## Diskographische Hinweise
- Pete Christlieb & the Bill Ramsay/Milt Kleeb Band: Red Kellys Heroes (CAR, 1997)

## Lexikalischer Eintrag
- Leonard Feather, Ira Gitler: The Biographical Encyclopedia of Jazz. Oxford University Press, New York 1999, ISBN 0-19-532000-X.